# Altsteirer
Altsteirer – rasa kur wyhodowana w Austrii, na północ od Grazu w Styrii.
Pierwsze wzmianki o tych styryjskich kurach zwanych backhendl (kapłon) pochodzą z 1694 r.
Początkowo skrzyżowane z ciężkimi kurami padewskimi i hodowane jako mięsne. Z krzyżowania z kurami azjatyckimi powstał typ mocno zmieniony – protoplasta opisywanej rasy. Na przełomie XX i XXI wieku oddzieliła się do rasy sulmtalerskiej. Wysoka nieśność (rocznie 280 jaj) została wykazana podczas testów w Bawarii w latach 1925–1935.